# 克氏亞口魚
克氏亞口魚（學名：Catostomus clarkii）為輻鰭魚綱鯉形目亞口魚科的其中一種，為溫帶淡水魚，分布於北美洲美國猶他州、內華達州維京河、亞利桑那州的比爾威廉斯河、新墨西哥州和亞利桑那州以及墨西哥索諾拉州北部的希拉河流域。本魚體呈圓柱形，底部逐漸變細，口下位呈吸盤狀，下唇的厚度約為上唇的三倍，身體上半部的鱗片有黑點，形成淡淡的虛線，上部呈橄欖棕色至深綠色，下部呈銀褐色或淡黃色，體長可達33公分 ，棲息在礫石底質、水流快速的溪流底層水域，繁殖期在冬季與春季，生活習性不明。 